# پزوی آرژانتین
پزوی آرژانتین (به انگلیسی: Argentine peso) (به زبان بومی: Peso argentino) با کد ایزوی ARS، یکای پول رایج در کشور آرژانتین است. مسئولیت کنترل این یکای پول برعهدهٔ بانک مرکزی آرژانتین قرار دارد.
پزوی آرژانتین، جزء بی ارزش‌ترین پول‌های جهان در میان ارزهای بین‌المللی در سال 2023 قرار گرفته است.